# Kolbenente

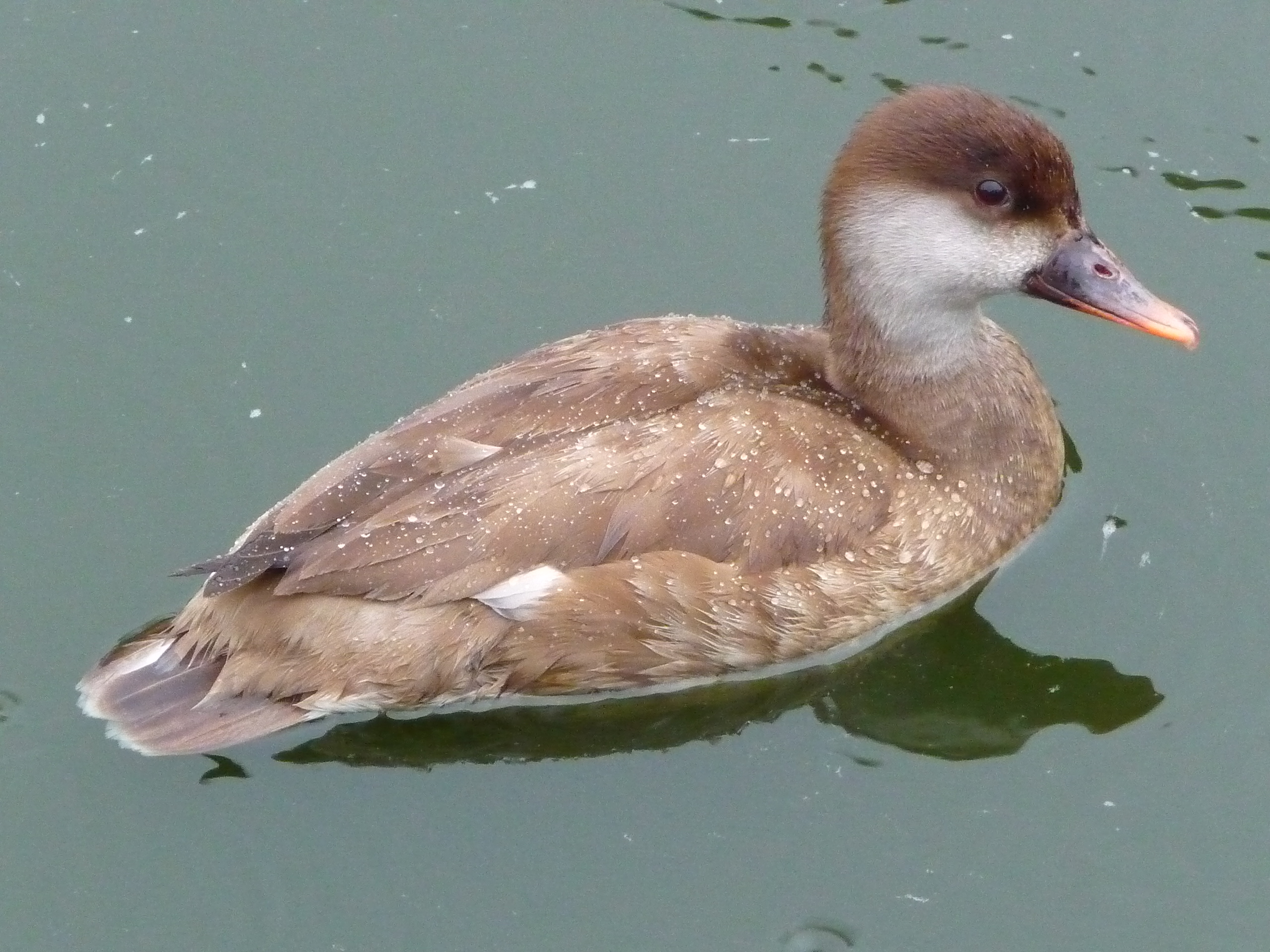
Weibliche Kolbenente

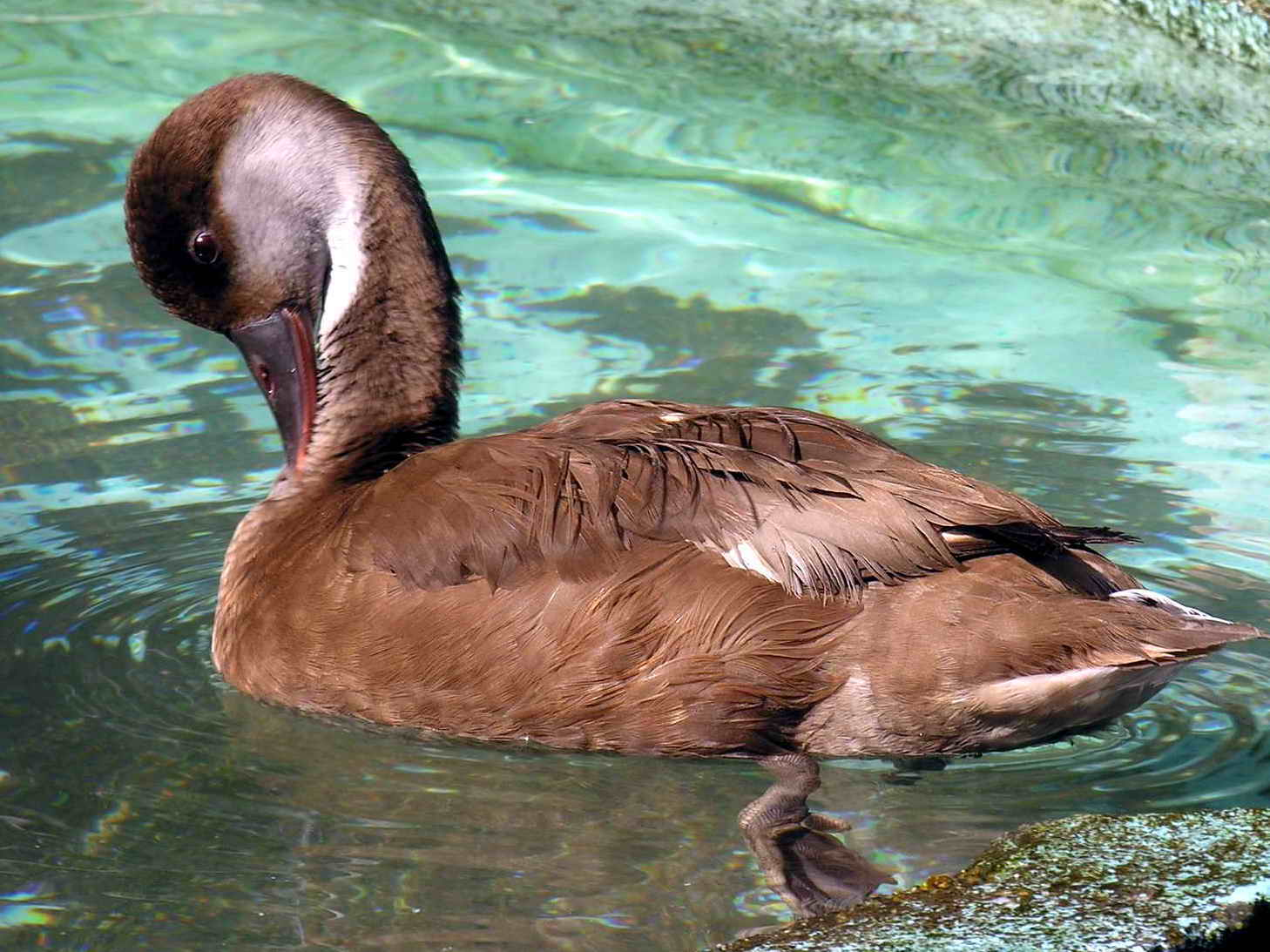
Sich putzendes Weibchen der Kolbenente

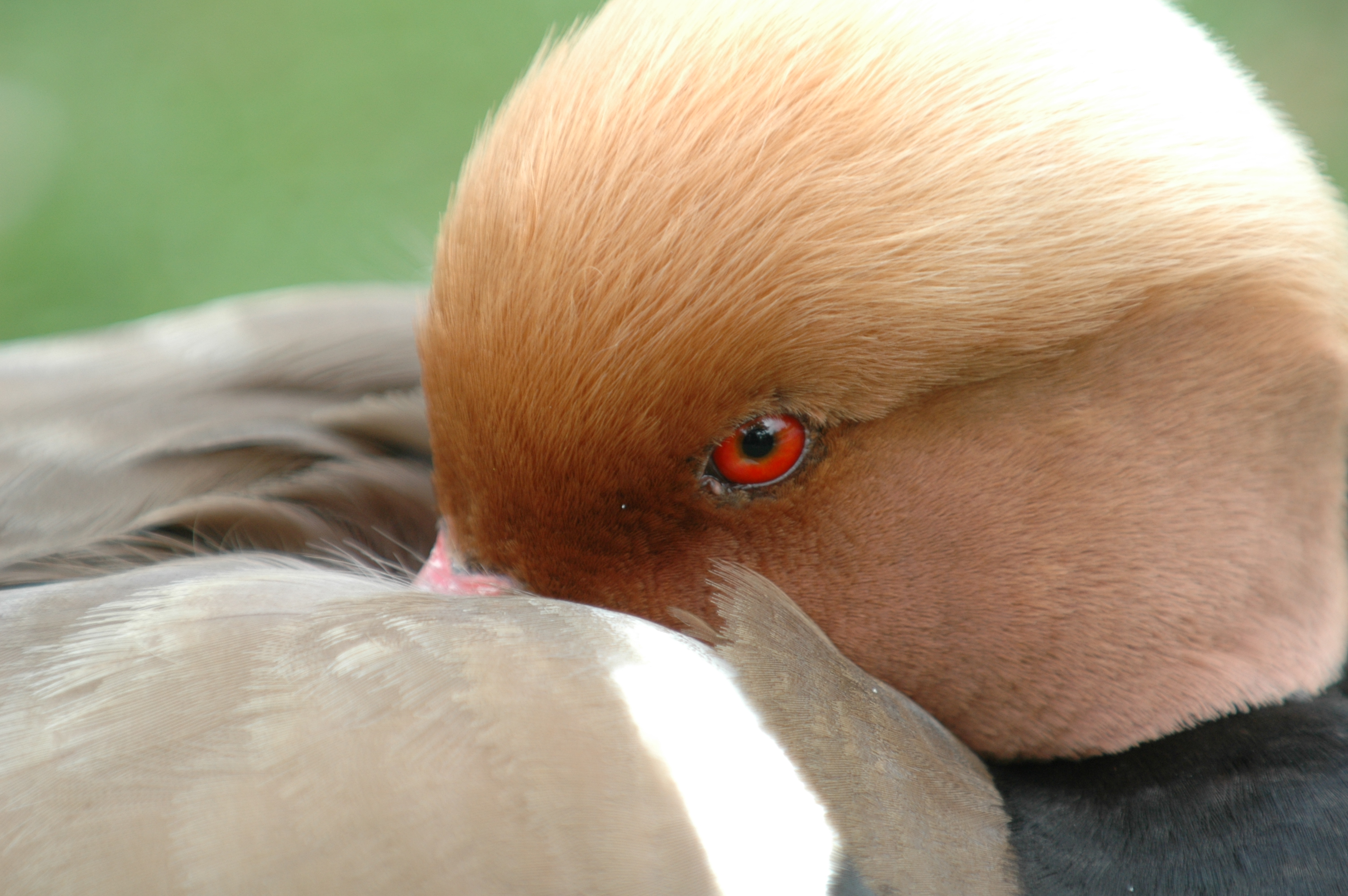
Ruhender Erpel der Kolbenente

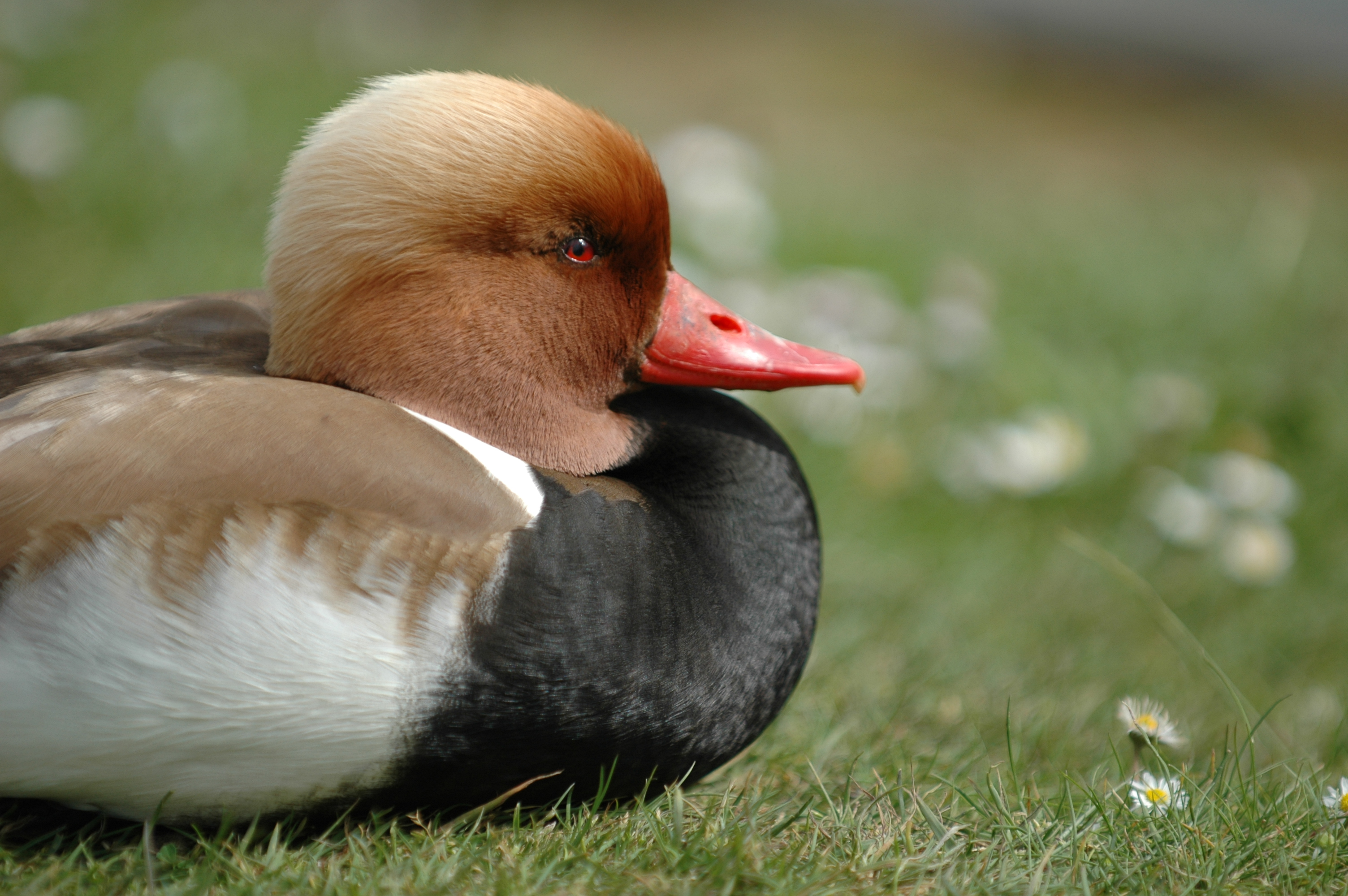
Männchen

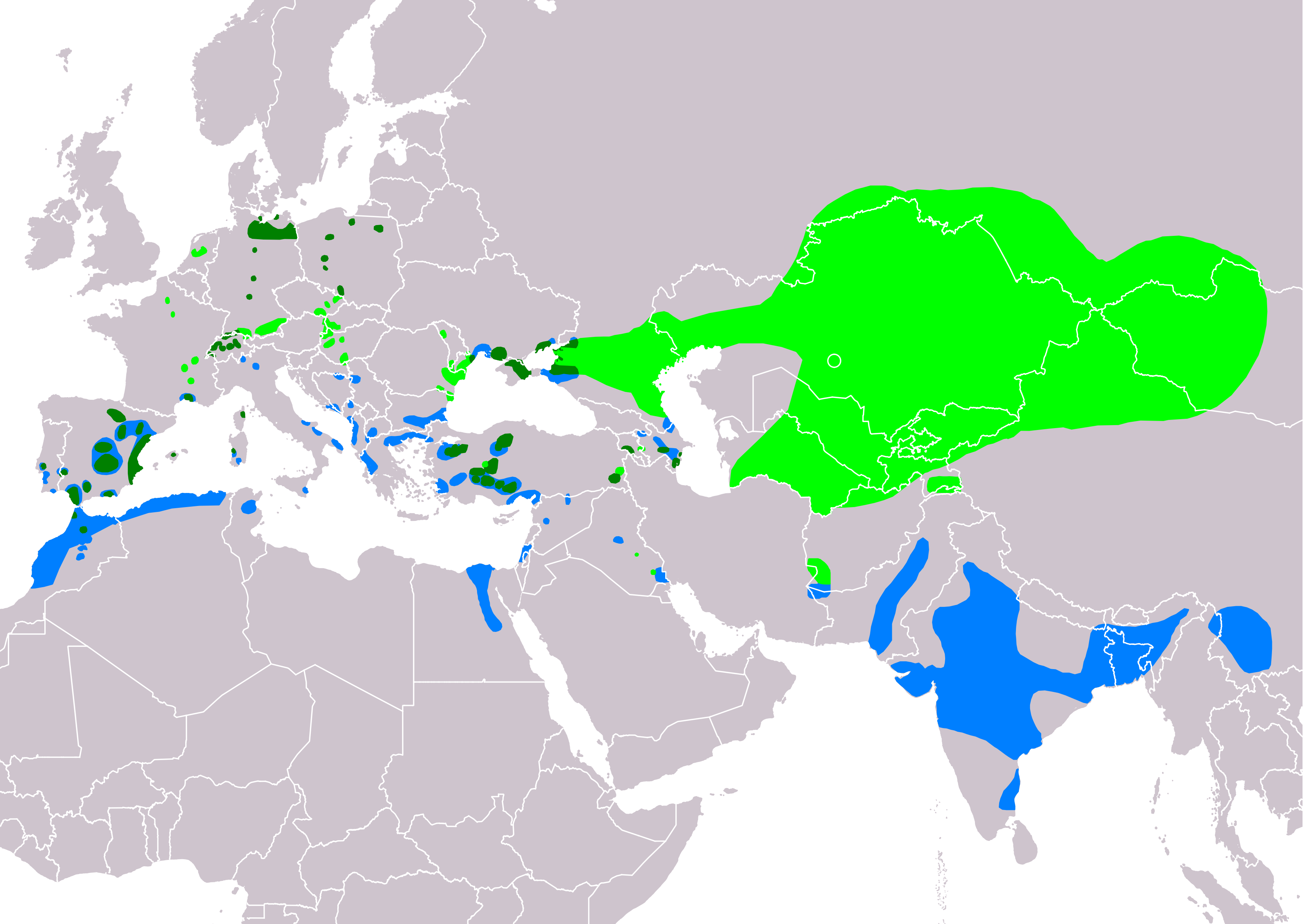
Verbreitungsgebiete der Kolbenente:
Brutgebiete
Ganzjähriges Vorkommen
Überwinterungsgebiete

Die Kolbenente (Netta rufina) ist eine etwa stockentengroße Vogelart aus der Familie der Entenvögel (Anatidae). Sie zählt zu den Tauchenten und kann bis zu 30 Sekunden unter Wasser bleiben. Das Männchen ist im Prachtkleid mit seiner fuchsroten Kopffärbung und dem karminroten Schnabel unverkennbar.
Das Brutgebiet der Kolbenente ist nur in Mittelasien geschlossen. Das europäische Brutgebiet ist dagegen disjunkt und hat seine Schwerpunkte im westlichen Mittelmeergebiet. Die inselartigen Vorkommen in Mitteleuropa sind auch darauf zurückzuführen, dass die Kolbenente erst im Verlauf des 20. Jahrhunderts Mitteleuropa besiedelte. Carl von Linné war diese Art daher unbekannt. Die wissenschaftliche Artbeschreibung erfolgte erst durch den aus Berlin stammenden Arzt und Naturforscher Peter Simon Pallas, der in der zweiten Hälfte des 18. Jahrhunderts unter anderem ausgedehnte Forschungsreisen in Russland unternahm und dort diese Art entdeckte.

## Beschreibung
Die 45 bis 55 cm große Kolbenente wiegt 800 bis 1500 g und erreicht eine Flügelspannweite von bis zu 90 cm. Das Männchen hat im Prachtkleid einen sehr auffälligen, rotbraunen dicken Kopf und einen leuchtend scharlachroten Schnabel, der sich scharf gegen die Kopffärbung abhebt. Der im Vergleich zum Körper überproportional große Kopf wird zusätzlich durch eine lose Federhaube betont. Die Augen sind rot. Brust, Kropf, Unterschwanzdecken sowie der Bauch sind schwarz. Die Flanken sind weiß und der Rücken sowie die Flügel braun gefärbt. Im Flug sind der weiße Flügelvorderrand sowie die breite weiße Flügelbinde unverkennbar. Im Schlichtkleid ähnelt das Gefieder der Männchen dem der Weibchen. Sie lassen sich von ihnen durch die kontrastreichere Kopffärbung sowie die im Vergleich zum Prachtkleid zwar blassere, aber immer noch durchgehend rote Schnabelfärbung unterscheiden.
Das Weibchen hat ein braunes Gefieder, bei dem die Flanken und der Hals etwas heller sind als der Rücken. Der Oberkopf ist ab der Höhe der Augen dunkelbraun. Die Wangen sowie der Unterhals sind dagegen weißlich grau oder hellgrau. Der Schnabel ist dunkelbraun und hat an der Spitze ein hellrotes Band. Die hellgrauen Wangen sowie diese rote Querbinde an der Spitze des Schnabels sind ein wesentliches Erkennungsmerkmal, um die Weibchen der Kolbenente von den Weibchen anderer Entenarten zu unterscheiden. Bei schwimmenden Weibchen sind die weißen Unterflügeldecken außerdem als weißer Fleck in Schwanznähe erkennbar.

## Stimme
Der Ruf der Männchen ist vor allem während der Fortpflanzungszeit zu hören. Er klingt in etwa wie ein nasales bät oder brät und ist häufig in Triller eingebettet.

## Verbreitung und Lebensraum

### Brutareal
Das geschlossene Brutareal der Kolbenente reicht von den Steppen- und Halbwüstengebieten am Schwarzen Meer bis in die Mongolei. Kleine, weit verstreute Brutgebiete gibt es in der gemäßigten Klimazone Europas vom Norden der Niederlande und dem Süden Dänemarks, dem Osten Polens bis in das Voralpenland sowie Tschechien, die Slowakei und Kroatien. Weitere disjunkte Brutgebiete finden sich auf der iberischen Halbinsel.
Die Kolbenente ist eine in Mitteleuropa nur selten brütende Entenart. Bekannte Brutgebiete sind der Bodensee, der Starnberger See, das Ismaninger Teichgebiet sowie die Innstauseen. Sie brütet außerdem an einigen Seen in den Niederlanden, in Schleswig-Holstein, in Mecklenburg sowie in den südmährischen Teichgebieten. Sie fühlt sich an pflanzenreichen Stillgewässern sehr wohl. Ausschlaggebend für eine Besiedelung mit Kolbenenten sind die Wassertiefe und eine reichhaltige, im Schlammgrund verankerte Vegetation.
Die Kolbenente ist grundsätzlich eine sehr anpassungsfähige Art, die seit etwas mehr als 100 Jahren ihr Verbreitungsgebiet erweitert hat. Die Ausbreitungswelle begann etwa um das Jahr 1894 von der Camargue ausgehend. Bereits im Jahre 1910 brüteten Kolbenenten in La Dombes, einer ostfranzösischen Landschaft. Seit 1920 zählt die Kolbenente zum Brutvogelbestand Deutschlands. 1940 hatte sie bereits Dänemark erreicht, und 1942 wurden die ersten Brutvögel in Holland beobachtet. Italien wurde von der Kolbenente verhältnismäßig spät besiedelt. Hier brütet sie seit 1950. Nach Phasen einer Arealausweitung und einer Zunahme des Bestands in vielen Gebieten Europas ist das Vorkommen der Kolbenente seit den 1970er Jahren in vielen Gebieten wieder rückläufig. Dies gilt insbesondere für die europäischen Hauptverbreitungsgebiete Russland und Rumänien. Nach einem Tiefstand in den 1980er Jahren kommt es jetzt jedoch wieder zu leichten Bestandszunahmen und auch einer Besiedelung neuer Areale. So haben sich seit dem Jahr 2000 in Belgien die ersten Brutpaare angesiedelt. Insgesamt brüteten im Zeitraum 1998 bis 2002 in Deutschland 420 bis 540 Brutpaare, in der Schweiz fünfzig bis hundert und in Österreich 150 bis 250.
In Großbritannien brüten Kolbenenten vereinzelt seit 1937. Diese Brutvögel werden jedoch nicht auf die allgemeine Ausbreitungstendenz dieser Art zurückgeführt, sondern sie gelten als Nachkömmlinge von Gefangenschaftsflüchtlingen.

### Mauserzug und Überwinterung
Die Kolbenente ist nördlich des 46. Breitengrades ein Zugvogel, ansonsten ein Teilzieher oder Kurzstreckenzieher. Zu den Überwinterungsgebieten gehören der Mittelmeerraum, das Schwarzmeergebiet sowie Ägypten, Vorderasien und Hinterindien. Seit den 1990er Jahren überwintern an den Gewässern in Mitteleuropa viele Kolbenenten, vor allem auf dem Neuenburger- und Vierwaldstättersee und auf dem Bodensee. Auf letzterem werden regelmäßig mehrere 1000 überwinternde Individuen gezählt.
Ein Mauserzug der Männchen ist bereits ab Juni feststellbar. Kleinere Mausergebiete finden sich im Südwesten der Ostsee, in den Niederlanden und größere beispielsweise am Bodensee.

## Ernährung
Die Kolbenente ernährt sich überwiegend von Wasserpflanzen und Algen. Die wichtigsten Nahrungspflanzen sind Armleuchteralgen und Laichkräuter. Sie werden tauchend oder gründelnd aufgenommen. Mit den Pflanzenteilen nimmt die Kolbenente auch an diesen haftende Schnecken, Wasserinsektenlarven und andere Wirbellose auf. Ihr Anteil an der Gesamtnahrung ist jedoch nur gering.
Die Nahrungssuche erfolgt überwiegend im Flachwasserbereich. Die Kolbenente kann aber auch Nahrung in einer Gewässerzone bis zu vier Metern Tiefe aufnehmen. Zur Nahrungssuche taucht die Kolbenente mit einer kopfsprungähnlichen Bewegung ein. In Flachwasserzonen sucht sie ihre Nahrung aber auch gründelnd.

## Fortpflanzung

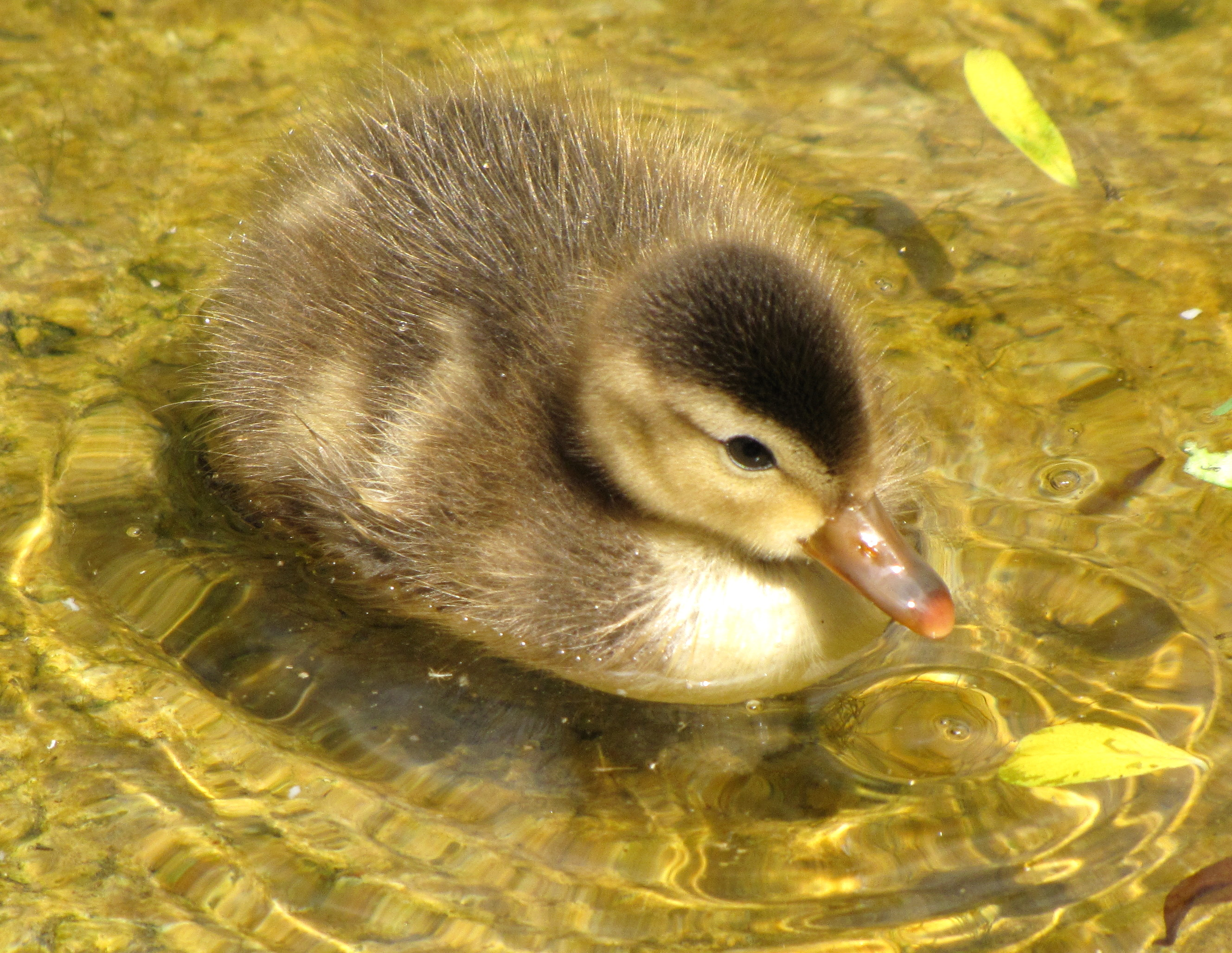
Küken der Kolbenente

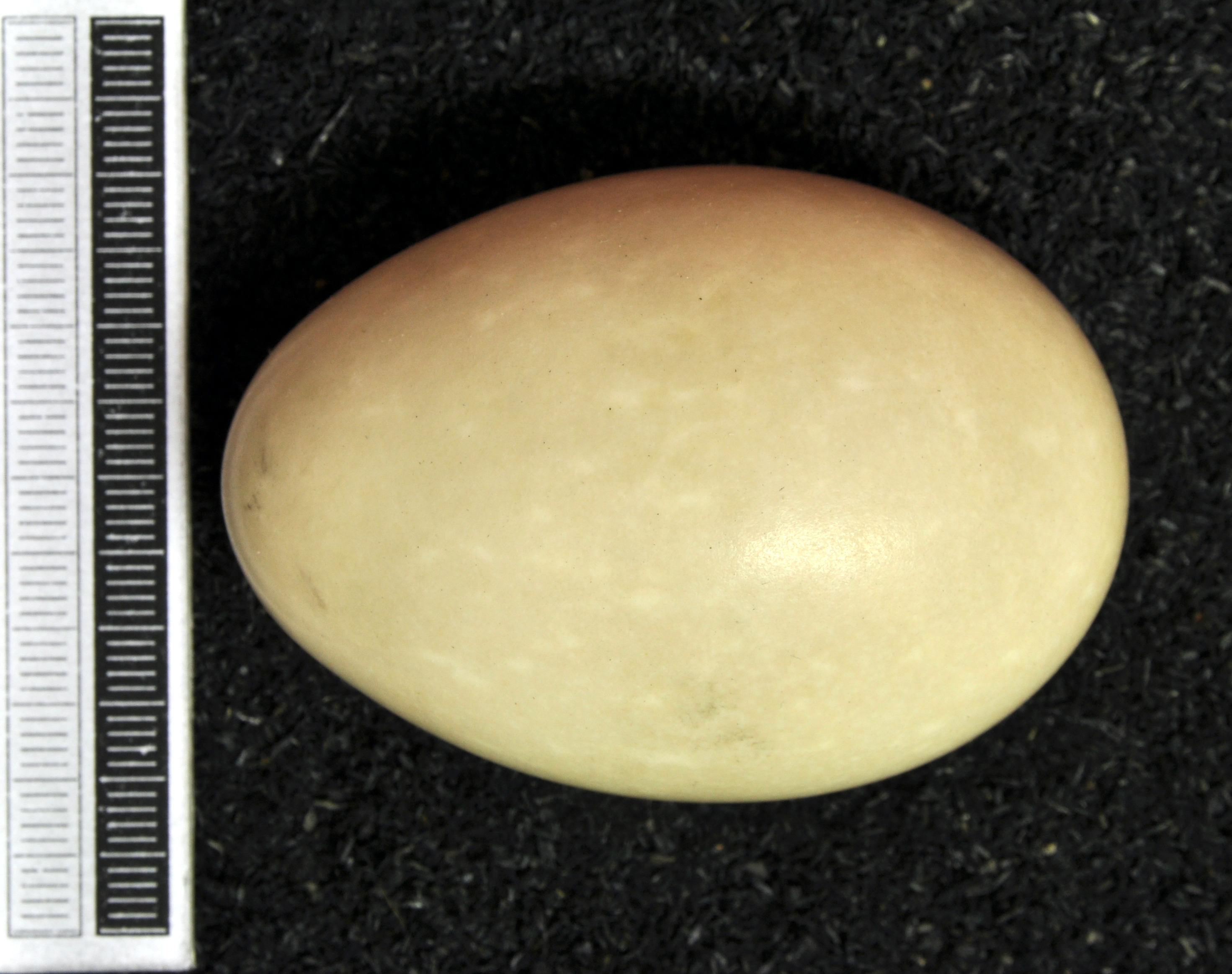
Ei der Kolbenente (Sammlung Museum Wiesbaden)

Die Balz beginnt bereits im Herbst und erfolgt im Winterquartier mit steigender Intensität. Die Balz vollzieht sich meist in den Mittagsstunden. Im Herbst und im Winter ist zunächst eine Gruppenbalz charakteristisch. Sie wird in voller Intensität vor allem dann gezeigt, wenn sich mindestens fünf Erpel versammelt haben. Je mehr Enten sich verpaart haben und je fester die jeweilige Paarbeziehung ist, desto mehr geht diese Gesellschaftsbalz in eine Einzelbalz über. Dabei zeigt die Kolbenente ein Balzfüttern, das bei Entenvögeln nur sehr selten vorkommt. Erpel tauchen dabei mit Pflanzenteilen im Schnabel auf und bieten diese dem Weibchen an. Gelegentlich fressen Weibchen tatsächlich von diesen so angebotenen Grünpflanzen. Bislang ist nicht bekannt, ob in freier Wildbahn lebende Kolbenenten monogam sind. Bei in Gefangenschaft gehaltenen Kolbenenten hat man bislang eine Dauerehe festgestellt.
Zwischen dem Eintreffen im Brutrevier und dem Bau des Nestes können mehrere Wochen vergehen. Das Nest wird nahe der Uferregion in der dichten Vegetation angelegt. Es besteht aus einem Unterbau aus trockenen Pflanzenteilen, der sich kegelförmig über die Nestmulde erhebt. Das Weibchen legt sechs bis zwölf cremefarbene bis hellgrüne Eier. Es sind auch schon Gelege mit 21 Eiern gefunden worden. Diese sind aber möglicherweise von zwei Weibchen gelegt worden. Bei Kolbenenten kommt es häufiger als bei anderen Entenarten vor, dass mehrere Weibchen ein Nest nutzen. Eier werden auch in die Nester anderer Entenarten gelegt. Dieses Verhalten wird dadurch begünstigt, dass Kolbenenten auch in der Brutzeit ein nur gering ausgeprägtes Territorialverhalten haben. Ein Gelege mit leicht unterschiedlich gefärbten Eiern ist jedoch kein Indiz, dass hier das Gelege von zwei Weibchen vorliegt. Auch das Gelege nur eines Weibchens weist eine gewisse Variabilität bei der Eierfärbung auf.
Die Eiablage beginnt in Mitteleuropa frühestens ab Mitte April. Häufiger ist ein Brutbeginn ab Monat Mai. Die Bebrütung beginnt mit der Ablage des letzten oder vorletzten Eis. Die Brutdauer beträgt im Durchschnitt 26 Tage. Es brütet allein das Weibchen. Das Männchen verbleibt in der Nähe und übernimmt die Überwachung des Nestes während der Brutpausen. Dieses Verhalten ist bei Enten nicht sehr häufig. In der Regel übernimmt der Erpel keine aktive Rolle während der Brut oder der Aufzucht der Jungen.
Die Jungen sind Nestflüchter und werden nach 45 bis 50 Tagen flügge. Sie sind nach einem Jahr geschlechtsreif.
Die Kolbenente wird bis sieben Jahre alt.

## Bestand
Der europäische Bestand wird auf etwa 15.000 Brutpaare geschätzt. Der Gesamtbestand der Kolbenente wurde nach Daten aus dem Jahre 2002 von der IUCN auf 350.000 bis 440.000 Tiere beziffert. Die Art gilt als „nicht gefährdet“ (least concern).

## Unterarten
Es sind keine Unterarten der Kolbenente bekannt. Die Art gilt als monotypisch.

## Trivia
Der Asteroid (8750) Nettarufina des inneren Hauptgürtels ist nach der Kolbenente benannt (wissenschaftlicher Name: Netta rufina). Zum Zeitpunkt der Benennung des Asteroiden am 2. Februar 1999 befand sich die Kolbenente auf der niederländischen Roten Liste gefährdeter Arten.